# Thin Ice (jeu vidéo)
Pour les articles homonymes, voir Thin Ice.
Thin Ice (parfois annoncé sous le titre Artic Squares ou Voochko on Ice, ou encore Petit Pingouin pour sa commercialisation en France) est un jeu vidéo développé par Mattel Electronics, puis finalisé par Quicksilver Software et publié par INTV en 1986 sur la console Intellivision.

## Système de jeu
Le gameplay s'inspire du jeu d'arcade Disco No. 1 (en) de Data East. Le joueur incarne Duncan, un pingouin qui aime patiner sur la glace de la banquise, au grand désespoir des autres pingouins. En effet, la glace mince s'affaiblit au passage de Duncan ; si Duncan fait le tour d'un autre pingouin, la glace s'effondre et le pingouin tombe dans l'eau.

## Développement
En 1983, alors que le développement touche à sa fin et que le jeu entre en phase de test, le département marketing de Mattel pense qu'il serait judicieux de faire du pingouin de Thin Ice une mascotte de la console, qui pourrait par la suite être mise en scène dans d'autres jeux. Un vote est organisé parmi les employés, et c'est ainsi que le nom de « Duncan » est choisi. Le jeu est donc renommé officiellement Duncan's Thin Ice.
Quelques mois plus tard, Mattel décide pourtant de publier le jeu comme un produit officiel des Jeux olympiques d'hiver de 1984, pour rentabiliser la licence nouvellement acquise. Le titre est donc changé en Voochko on Ice, et le personnage de Duncan est remplacé par un loup sur patins à glace : Voochko, la mascotte des Jeux, au grand dam de l'équipe de développement qui s'était attachée au petit pingouin. Les programmeurs décident alors de cacher leur version de Duncan's Thin Ice sous forme d'easter egg dans Voochko on Ice. Mais Mattel Electronics met la clé sous la porte juste avant la mise en fabrication de la cassette. Quant INTV récupère les droits sur le jeu, il est décidé, pour réduire les coûts, de publier le jeu tel qu'il était avant ces modifications qui ont fait exploser la taille de la ROM de 4K à 16K ; ainsi la version commercialisée en 1986 redevient Thin Ice et l'écran de titre comporte les mentions « ©1983 Mattel » et « Mattel Electronics presents ».
Le thème principal du jeu, Carnival of the Pinguins, a été composé par George Sanger, qui signe là sa toute première musique de jeu vidéo .

## Héritage
Thin Ice est présent, émulé, dans la compilation Intellivision Lives! (en) sortie sur diverses plateformes. La version PC/Mac inclut même le prototype de Duncan's Thin Ice.
Le 4 août 2010, Thin Ice est ajouté au service Game Room (en) de Microsoft, accessible sur Xbox 360 et PC.
Thin Ice fait partie des jeux intégrés dans la console Intellivision Flashback, sortie en 2014.
En 2021, la cartouche Intellivision Collection 1 porte douze titres de l'Intellivision, dont Thin Ice, sur les consoles Evercade.